# Anthony Deroin
Anthony Deroin, né le 15 mars 1979 à Caen, est un footballeur français évoluant au poste de milieu.
Surnommé « le Président » ou « Titi », Deroin reste fidèle toute sa carrière au Stade Malherbe Caen, le club de sa ville natale, avec lequel il dispute quinze saisons professionnelles entre 1997 et 2012. Il détient un temps le record du nombre de matchs joués avec le club, jusqu'à ce que Nicolas Seube le dépasse en 2013.
Il est impliqué dans la vie locale de la région Basse-Normandie, notamment en tant que président du club amateur de l'US Villers-Bocage. Le stade municipal d'Authie, où il a découvert le football, porte son nom depuis 2010.

## Biographie

### Formation
Formé au Stade Malherbe de Caen où il arrive à 15 ans, Anthony Deroin est issu de la talentueuse génération qui voit éclore Jérôme Rothen, Johan Gallon, Bernard Mendy ou encore William Gallas.
Doté d'un petit gabarit (il mesure 1,63 m et pèse 63 kg), il débute en équipe première en novembre 1997, à 18 ans, à la suite de la nomination du responsable du centre de formation Pascal Théault au poste d'entraîneur de l'équipe première. Évoluant d'abord sur le côté droit du milieu malherbiste, ses performances lui valent d'être sélectionné en équipe de France espoirs à l'occasion du tournoi de Toulon 1999.

### Carrière professionnelle
Le départ du meneur de jeu Johan Gallon et l'arrivée de l'entraîneur Patrick Remy en 2002 vont l'amener à se recentrer et prendre de l'importance dans le jeu caennais. Même si son poste favori est de son propre aveu celui de milieu relayeur, il devient le meneur du jeu caennais, au sein d'un collectif dont il devient un des éléments de base. S'il ne brille pas particulièrement par sa qualité de passe, il profite à plein de sa technique et de sa vivacité pour surprendre les défenseurs adverses.
Il découvre la première division à la suite de la promotion du Stade Malherbe lors de la saison 2004-2005 : il y dispute son premier match lors de la première journée, à l'occasion de la réception du FC Istres le 7 août 2004, et marque son premier but lors de la 17e journée, lors du match nul (2-2) obtenu sur le terrain des Girondins de Bordeaux, le 26 février 2005. Avec 43 matchs toutes compétitions confondues, il est cette saison-là le joueur caennais le plus utilisé.
Alors que le recrutement de l'expérimenté meneur de jeu Benjamin Nivet en 2007 est vu comme une mise en concurrence, les qualités des deux hommes vont se compléter. Ils forment alors avec le milieu de terrain récupérateur Gregory Proment un trio à la base de la très belle saison 2007-2008 du club, qui termine finalement à la 11e place de première division. Le 23 février 2008, Titi bat le record du nombre de matches de championnat professionnel joués sous les couleurs du Stade Malherbe Caen (320), qui appartenait jusque-là à Yvan Lebourgeois.
Devenu le vice-capitaine de Nicolas Seube, il connaît une saison 2009-2010 difficile, marquée par des blessures à répétition qui l'éloignent des terrains et ne lui permettent de n'être titularisé que deux fois. Convalescent après une opération aux abdominaux, il manque toute la deuxième partie de la saison 2009-2010 (le SM Caen finit champion de L2) et la première partie la saison 2010-1011. Il effectue son retour dans le groupe caennais à l'occasion d'un déplacement de L1 à Toulouse le 4 décembre 2010 alors que l'équipe traverse une très mauvaise passe : elle est relégable et reste sur 5 défaites consécutives.
Durant la saison 2011-2012, il est peu souvent sur le terrain. Il effectue son grand retour lors du match contre Brest en tant que remplaçant de Grégory Leca, le 15 octobre. Le 6 novembre, il est titulaire et capitaine contre Dijon, et dispute son centième match en Ligue 1 contre les Girondins de Bordeaux le 26 novembre. Mais après deux saisons pratiquement blanches, son contrat n'est pas reconduit par le club normand, mettant un terme à quinze années sous le maillot bleu et rouge.

### Reconversion
En 2012, il rejoint le club amateur de l'US Villers-Bocage, dont il devient président, en PH en compagnie de Grégory Leca. Il fait ainsi son retour dans le club de ses débuts, qu'il a fréquenté en minime, et où s'investissent bénévolement de nombreux membres de sa famille.
Très impliqué dans la vie économique calvadosienne, il ouvre un magasin de sport en 2014 à Ifs appelé Deroin Sport puis une cave à vins à Villiers-Bocage nommée La Cave des pirates en 2021,.

## Statistiques
| Saison                | Club                  | Championnat           | Championnat | Championnat | Coupe nationale | Coupe nationale | Coupe de la Ligue | Coupe de la Ligue | Total | Total |
| Saison                | Club                  | Division              | M.          | B.          | M.              | B.              | M.                | B.                | M.    | B.    |
| 1997-1998             | SM Caen               | Division 2            | 19          | 2           | 4               | 0               | 0                 | 0                 | 23    | 2     |
| 1998-1999             | SM Caen               | Division 2            | 27          | 2           | 0               | 0               | 1                 | 0                 | 28    | 2     |
| 1999-2000             | SM Caen               | Division 2            | 27          | 1           | 0               | 0               | 0                 | 0                 | 27    | 1     |
| 2000-2001             | SM Caen               | Division 2            | 34          | 1           | 1               | 0               | 1                 | 1                 | 36    | 2     |
| 2001-2002             | SM Caen               | Division 2            | 27          | 1           | 1               | 0               | 1                 | 0                 | 29    | 1     |
| 2002-2003             | SM Caen               | Ligue 2               | 32          | 4           | 1               | 0               | 1                 | 0                 | 34    | 4     |
| 2003-2004             | SM Caen               | Ligue 2               | 36          | 4           | 3               | 0               | 1                 | 0                 | 40    | 4     |
| 2004-2005             | SM Caen               | Ligue 1               | 37          | 2           | 1               | 0               | 5                 | 1                 | 43    | 3     |
| 2005-2006             | SM Caen               | Ligue 2               | 27          | 7           | 0               | 0               | 2                 | 1                 | 29    | 8     |
| 2006-2007             | SM Caen               | Ligue 2               | 33          | 3           | 0               | 0               | 0                 | 0                 | 33    | 3     |
| 2007-2008             | SM Caen               | Ligue 1               | 29          | 3           | 1               | 0               | 1                 | 0                 | 31    | 3     |
| 2008-2009             | SM Caen               | Ligue 1               | 27          | 4           | 2               | 0               | 0                 | 0                 | 29    | 4     |
| 2009-2010             | SM Caen               | Ligue 2               | 10          | 1           | 2               | 0               | 1                 | 0                 | 13    | 1     |
| 2010-2011             | SM Caen               | Ligue 1               | 4           | 0           | 1               | 0               | 0                 | 0                 | 5     | 0     |
| 2011-2012             | SM Caen               | Ligue 1               | 5           | 0           | 0               | 0               | 1                 | 0                 | 6     | 0     |
| Total sur la carrière | Total sur la carrière | Total sur la carrière | 374         | 35          | 17              | 0               | 15                | 3                 | 406   | 38    |

## Palmarès
- Champion de France de Ligue 2 en 2010 (SM Caen)
- Vice-champion de France de Ligue 2 en 2004 et 2007 (SM Caen)
- Finaliste de la Coupe de la Ligue en 2005 (SM Caen)